# ハヤテのごとく!×神のみぞ知るセカイ・ジョイントコンサート2013 『本日、満開桜色!』
ハヤテのごとく!×神のみぞ知るセカイ・ジョイントコンサート2013 『本日、満開桜色!』（はやてのごとく かみのみぞしるせかい じょいんとこんさーとにせんじゅうさん ほんじつまんかいさくらいろ）は、2013年4月21日、パシフィコ横浜・国立大ホールにて行われたテレビアニメ『ハヤテのごとく!』『神のみぞ知るセカイ』の出演者によるライブ・イベント及びその公演を収録したライブBlu-ray Disc、DVDである。本項では関連するコラボレートCDについても記述する。

## 出演
| ハヤテのごとく! - 伊藤静（桂ヒナギク役） - 山崎はるか（水蓮寺ルカ役） | 神のみぞ知るセカイ - 東山奈央（中川かのん役） - 早見沙織（ハクア役） |

### ゲスト
| ハヤテのごとく! - 白石涼子（綾崎ハヤテ役） - 釘宮理恵（三千院ナギ役） | 神のみぞ知るセカイ - 伊藤かな恵（エルシィ役） - 名塚佳織（鮎川天理役） |

## セットリスト
- 太字はBlu-ray Disc、DVDに収録。

1. リンゴリボン - 中川かのん&水蓮寺ルカ
2. 僕ら、駆け行く空へ - 水蓮寺ルカ
3. NAKED GENIUS - ハクア
4. Advance - 桂ヒナギク&ハクア
5. Spring has come!! - 桂ヒナギク
6. 春ULALA♡LOVEよ来い!!! - 桂ヒナギク
7. らぶこーる～ハッピークレセント - 中川かのん
8. かのん100% - 中川かのん
9. ゲストコーナー
  1. トークコーナー
  2. CAN'T TAKE MY EYES OFF YOU - 綾崎ハヤテ&三千院ナギ
10. 恋の罠 - 水蓮寺ルカ
11. God only knows 第三幕 - ハクア
12. ヒカリノキセキ～未来への扉 - 中川かのん&ハクア
13. 本日、満開ワタシ色! - 桂ヒナギクwith中川かのん&ハクア&水蓮寺ルカ
14. 奇跡のドア - 桂ヒナギク&中川かのん&ハクア&水蓮寺ルカ（アンコール）

## ライブ・ビデオ概要
2013年8月28日にジェネオン・ユニバーサルよりBlu-ray Disc、DVDが発売された。初回限定版特典（Blu-ray、DVD共通）として、アウターケース、マルチトレイによるデジパック仕様、特典CD-ROMには東山奈央のかのんのおとBirthdayスペシャル2013 『ラジオ生放送 いっくよ―！桜色ヒナ祭り！』を同梱。また、ブックレットも封入された。初回限定版と通常版の共通特典（映像特典）は開演直後に上映されたプロローグアニメーション映像、音声特典は出演者4人によるオーディオコメンタリーが収録されている。

## 関連CD

### Advance
- 2013年2月13日、GNCA-0216
  - 歌 - 桂ヒナギク＆ハクア starring 伊藤 静＆早見沙織

  1. Advance
  2. つよがりサンセット
  3. Advance（Instrumental）
  4. つよがりサンセット（Instrumental）

### リンゴリボン
- 2013年2月13日、GNCA-0217
  - 歌 - 中川かのん＆水蓮寺ルカ starring 東山奈央＆山崎はるか

  1. リンゴリボン
  2. ヘルプルミミ
  3. リンゴリボン（Instrumental）
  4. ヘルプルミミ（Instrumental）

### 奇跡のドア
- 2013年4月10日、GNCA-1370
  - 歌 - 桂ヒナギク＆中川かのん＆ハクア＆水蓮寺ルカ starring 伊藤 静＆東山奈央＆早見沙織＆山崎はるか

  1. Overture ～God only knows 第三幕 - CAN’T TAKE MY EYES OFF YOU～
  2. リンゴリボン／中川かのん＆水蓮寺ルカ
  3. GRAVITY／ハクア＆水蓮寺ルカ
  4. Acoustic Medley of Hinagiku,Kanon,Haqua,Ruka　「らぶこーる」「NAKED GENIUS」「恋の罠」「本日、満開ワタシ色！」アコースティックギター・メドレー
  5. Advance／桂ヒナギク＆ハクア
  6. ピンク・デコ・モーション／桂ヒナギク＆中川かのん
  7. 奇跡のドア／桂ヒナギク＆中川かのん＆ハクア＆水蓮寺ルカ